# Fujin
Fujin, tidigare stavat Fuchin, är en stad på häradsnivå som lyder under Jiamusis stad på prefekturnivå i Heilongjiang-provinsen i nordöstra Kina.
20 km väster om Fujin utanför Suibin härad hittades 1973 Aolimi forntida stad som tros ha tillhört Jurchen-stammen Aolimi.